# Teatro Sacco
Il Teatro Sacco sorge all'interno dell'omonimo palazzo nel centro storico della città di Savona, ed è uno dei teatri più antichi ancora in funzione in Liguria.

## Storia
Edificato all'interno del preesistente palazzo nobiliare da cui ha preso il nome, il Teatro Sacco fu inaugurato a Savona nel 1785. Primo teatro in assoluto della città, restò anche l'unico fino al 1853, anno in cui venne aperto il nuovo Teatro Gabriello Chiabrera (tutt'oggi in attività).
Sulla base delle volontà testamentarie di Girolamo Sacco e grazie ai successivi lasciti di altri eredi della famiglia, la costruzione del Teatro ebbe inizio nel 1783, dopo il protrarsi per oltre due secoli di accese discussioni da parte delle istituzioni e dell'opinione pubblica. Quando i fidecommissari che amministravano il patrimonio dei Sacco ebbero finalmente le autorizzazioni del Senato genovese, il progetto fu approvato e messo in atto sotto supervisione del mastro d'opera Giovanni Battista Pellegrini e con il contributo del pittore di scena Carlo Cazzaniga.
Capace di ospitare circa trecento spettatori e suddiviso in ordini di posti secondo l'uso di allora, fu denigrato da alcuni osservatori dell'epoca che ne criticavano le dimensioni e le architetture; ma svolse tuttavia la sua funzione eminente per alcuni decenni, ospitando con discontinuità spettacoli di intrattenimento e più spesso veglioni e feste.
Dall'inizio del XIX secolo, con l'annessione alla Francia napoleonica, divennero più frequenti manifestazioni ed eventi celebrativi a carattere politico e militare; mentre le attività strettamente teatrali erano di fatto ostacolate da rigidi regolamenti e veti delle autorità. In questa seconda fase, dunque, il Teatro non riuscì ad avere una degna evoluzione nel contesto culturale savonese e solo con la Restaurazione e il passaggio al Regno Sardo conobbe l'apice del suo prestigio artistico. Dal secondo decennio del XIX secolo ospitò compagnie ed orchestre di livello nazionale, che diedero vita a numerosi stagioni liriche e concertistiche nonché a variegati cartelloni teatrali. In quegli anni fu onorato anche dalla presenza di Reali di Casa Savoia, che ebbero più volte occasione di sedere al palco principale per assistere a rappresentazioni di melodrammi e tragedie.
A partire dal 1853, diventato di dimensioni troppo modeste per gli standard dell'epoca e per l'inevitabile centralità del maestoso Teatro Chiabrera, il Sacco perse progressivamente la sua rilevanza.
Ribattezzato Teatro Colombo nel 1892, in concomitanza con le celebrazioni del quarto centenario della scoperta dell'America, fino alla prima metà del Novecento fu utilizzato quasi esclusivamente per feste private, veglioni e spettacoli per ragazzi, sino a divenire una proprietà privata preclusa a reali finalità artistiche e di pubblica utilità.
Rimane pressoché chiuso dal 1939 fino agli anni '70,
A Novembre 2008 si ha il tour della mostra itinerante sui Teatri Storici della Liguria, “E lucevan le stelle”. Sono due i palcoscenici storici savonesi che la mostra racconta: accanto al Chiabrera, uno dei teatro più importanti sul piano storico della regione e uno dei più belli oggi in attività, va ricordato infatti anche il glorioso e antico Sacco che oggi si vorrebbe far rivivere.
A Ottobre 2009 esce la notizia che riapre il Teatro Sacco, il primo storico teatro della città. Sono inizialmente 99 gli spettatori che il teatro Sacco può ospitare dopo la ristrutturazione.
A Marzo 2013 l'associazione “Idee giovani” lancia una petizione per salvare il Teatro Sacco.